# El Tossal (Alacant)
El Tossal és una elevació rocosa de 88 metres d'alçada aproximadament, situada al nord-oest de la ciutat d'Alacant, en el cim de la qual se situa el castell de Sant Ferran, en un dels eixos principals de l'eixample de la ciutat.
En el turó també se situen, en el sud-est, l'Institut Jorge Juan i en la seua cara nord el parc del Tossal, mentre que en les seves faldes, a l'oest, se situa l'Estadi José Rico Pérez. Entorn del Tossal, durant els segles xix i xx, van anar apareixent nous barris de la ciutat com ara Campoamor, Altossano, Sant Blai i Mercat. En l'actualitat una sèrie de sendes permeten accedir a peu del barri de Campoamor al de Sant Blai travessant el Tossal sense necessitat de fer-li la volta.
En castellà és habitual a la ciutat vore escrit el terme Monte Tossal, una errada fruït d'un tautopònim, probablement originat al segle xviii, degut al fet que els oficials encarregats de realitzar els mapes no sabien el significat de la paraula tossal.
També és conegut com a tossal de Sant Ferran.